# Honor Society
Honor Society (Español: La Honor Sociedad) fue una banda de Pop rock que firmó con Jonas Records en afiliación con Records. Honor Society está formado por Michael Bruno (vocalista/guitarrista), Jason Rosen (guitarrista/teclista), Andrew Lee (bajista), y Alexander Noyes (batería). La banda lanzó su álbum debut Fashionably Late el 15 de septiembre de 2009. El álbum estuvo en el puesto #18 en el Billboard 200. Posteriormente abandonaron Hollywood Records y sacaron su segundo disco el 25 de octubre de 2011 a nivel nacional bajo el sello de Fair Isle Records. 

## Miembros
Miembros Actuales
- Michael Bruno - vocalista principal, guitarra 2006-2013
- Andrew Lee - vocalista, bajo 2006--2013
- Alexander Noyes - vocalista, batería 2006-2013
- Jason Rosen - vocalista, guitarra, teclado 2006-2013

## Historia
Amigos desde el instituto, Michael Bruno y Jason Rosen, han pasado tiempo durante sus años en Rockland County,  tocando en varias bandas pero siempre han hablado de formar su propio grupo - una vez que tuvieron claras sus influencias musicales desde Stevie Wonder pasando por Prince hasta Kanye West. Tras graduarse en la universidad, Michael (NYU Of ) y Jason (Berklee Of ) contactaron con Andrew Lee y Alexander Noyes (quien ha formado parte de los Jonas Brothers como batería). Andrew y Alexander introducirían música rock e influencias similares al grupo, consiguiendo así el sonido de Honor Society.
Honor Society comenzó en 2006 lanzando su primer EP,  The Green Light EP . En junio de 2008, la banda lanzó su segundo EP,  A Tale of Risky Business .
A mediados de 2009, lograron un éxito menor con el sencillo "Where Are You Now" de la banda de sonido de la película Bandslam. En el verano de 2009, hicieron un cover de The Cars' "Magic" para la banda de sonido de Los Magos de Waverly Place
En mayo de 2009, RollingStone.com nombró a Honor Society como una de las seis breakout bands de Bamboozle para ver.
En julio de 2009, Honor Society tocó en el concurso de Miss Teen USA.
El álbum debut de Honor Society, Fashionably Late, fue lanzado el 15 de septiembre de 2009. La banda tocó como telonero en el Jonas Brothers World Tour 2009 y como headliners en el Fashionably Late Tour.
En Alvin y las ardillas 2, Honor Society tocó "You Really Got Me" durante la primera escena con los principales personajes de la película.
En enero de 2010, Honor Society apoyó a Timbaland en seis fechas de su Shock Value II Tour. La banda tocó el himno nacional en el NFL Pro Bowl el 31 de enero de 2010.
Tras llevar a cabo dos nuevos tours liderados por ellos mismos en los que han compartido cartel con Ashlyne Huff y Action Item entre otros, la banda ha estado trabajando en su segundo disco fuera de la discográfica Records. El que al principio se dijo tendría como título Sleight of hand salió el pasado 25 de octubre de 2011 bajo el nombre A tale of Risky Business Part 2 y se puso a la venta en su página web de merch así como en los espacios dedicados al merchandising en los conciertos en los que actuaban.
Habiendo puesto de nuevo en marcha el #HONORsystem, los fanes han podido disfrutar de nueva música de la banda durante el tiempo en que estos están sin tocar en público.
Esperando al verano de 2012, la banda ha anunciado su participación en el tour The Summer Of Love cuyos cabeza de cartel serán Allstar Weekend.

## Televisión
Durante el verano de 2009, Honor Society hizo muchas apariciones en televisión en las noticias locales en Nueva York, Washington D. C., y Los Ángeles.
A comienzos de 2010 la banda hizo una aparición en Jimmy Kimmel Live. Más tarde el episodio fue catalogado como uno de los de mayor audiencia. El 31 de ese mismo año la banda tocó Over You y See you in the dark en Skate for the heart que fue emitido en la NBC en EE. UU. y en Teledeporte en España. Ese mismo día la banda cantó el Himno Nacional en la NFL Pro Bowl.
Honor Society cantó el Himno Nacional en 6 partidos de a lo largo del 2010: Giants el 1 de abril, Royals el 7 de abril, Brewers el 9 de abril, Tigers el 11 de abril, Minnesota Twins el 14 de abril y en Mets el 23 de abril.
Alexander Noyes salió en el episodio de MTV de When I was 17 (A mis 17) de Kevin Jonas. Habló acerca de Kevin y su amistad en el instituto. La banda se clasificó en el 6.º puesto del top 10 de MTV el pasado 2010. Además, Honor Society apareció en uno de los episodios de la tercera temporada del programa de la misma cadena llamado Silent  junto a Just Kait y Ashlyne Huff.

## Tours

### Under the sun / Under the stars Tour
En 2008, antes de que la banda firmase con Jonas Recors, la banda llamó a su primer tour "Under the sun / Under the stars". Esta gira no era un tour propiamente dicho, ya que solamente tocaban en fiestas en las casas de sus fanes.

### Jonas Brothers World Tour 2009
Honor Society fue de gira a nivel nacional por primera vez como teloneros del "Jonas Brothers' 2009 World Tour" en su parte Norteamericana. En el tour compartían cartel con Jordin Sparks, la cantante salida de "American Idol" y Wonder Girls, un grupo coreano formado por 5 chicas. Durante el tour, Honor Society hizo su propio show llamado "Full Moon Crazy Tour."

### Full Moon Crazy Tour
Honor Society realizó su primera gira a nivel nacional en solitario llamada "Full Moon Crazy Tour". Mientras participaban en el "Jonas Brothers world tour" en el verano de 2009, Honor Society también tocaba sus propios conciertos en sitios más pequeños a los que llamaban "la after-party oficial del Jonas Brothers world tour." Había 11 fechas en total que normalmente eran el mismo día que el concierto de los Jonas Brothers.

### Fashionably Late Tour
Para acompañar el lanzamiento de su álbum, en septiembre de 2009, la banda hizo el "Fashionably Late Tour". La sensación de YouTube, Esmee Denters fue el telonero de este tour.

### Here Comes Trouble Tour
El 21 de enero de 2010 la banda anunció el título del que sería su próximo tour "Here Comes Trouble Tour". El 31 de enero de 2010 en el evento de la Pro Bowl anunciaron la fecha en la que comenzaría, marzo de 2010. Poco más tarde pudimos ver que el tour a nivel nacional pasaría por casi todos los estados en un periodo de tiempo desde el 19 de marzo de 2011 hasta el 8 de mayo.

### Wherever You Are Tour
Dándole nombre el tema de Honor System Wherever you are, Honor Society comenzó su gira el 12 de junio de 2011, teniendo como teloneros a Action Item y Katelyn Tarver además de apariciones especiales en diversos conciertos del tour de Sunderland y I Love Monsters

### Rock The Red Kettle Tour
El 21 de octubre de 2011 Honor Society anunció mediante su página de Facebook su salida a la carretera en noviembre y principios de diciembre de ese mismo año. Comenzando el 18 de noviembre y terminando el 18 de diciembre, Honor Society pasará por todos los estados norteamericanos siendo acompañados por Aaron Camper, con quien han participado musicalmente hablando últimamente, Alex Goot, Sunderland y The Trace, este último tan solo en algunas fechas de la costa este.

### Under the sun / Under the stars 2011
El 11 de noviembre de 2011 uno de los chicos de Honor Society (Concretamente Alex Noyes) publicó un nuevo blog en su página de Tumblr en el que anunciaban que un nuevo tour Under the Sun, Under the stars tendría lugar los próximos 13, 14 y 16 de diciembre de ese mismo año en Kansas y Oklahoma, Texas y Arizona, Nevada o California respectivamente. En este tour los fanes estadounidenses residentes en esos estados podrían reservar a la banda para sus fiestas "privadas" (Aunque a menudo se juntarían varios fanes, incluso aquellos que no viven en una zona cercana a esos estados), el primero que les reservase les contrataba.

### The Summer Of Love Tour
El 7 de junio de 2012 Allstar Weekend anunció un nuevo tour que se realizaría en el verano de ese año y que contaría con la participación de Honor Society como teloneros. El tour nacional pararía alrededor del país en varios estados: desde California a Nueva York pasando por Ohio entre otros. Las fechas van desde finales de julio a finales de agosto. Las fanes de ambas bandas están a esperas del anuncio de nuevas fechas.

## Discografía

### Extended Plays
- 2006: The Green Light  (EP)
- 2008: A Tale of Risky Business (EP)
- 2011: A tale of Risky Business Part 2 (EP) (Fecha oficial de salida: 25 de octubre de 2011. No se planea la salida en España)

### Singles
| Año  | Título                               | Posición en las listas | Posición en las listas | Álbumes                         |                     |
| Año  | Título                               | U.S. 100               | Digital                | Álbumes                         |                     |
| ---- | ------------------------------------ | ---------------------- | ---------------------- | ------------------------------- | ------------------- |
| 2009 | "Where Are You Now"                  | —                      | —                      | Bandslam (soundtrack)           |                     |
| 2009 | "Over You"                           | —                      | —                      | Fashionably Late                |                     |
| 2009 | "Two Rebels"                         | 101                    | —                      | Fashionably Late                |                     |
| 2010 | "Here Comes Trouble"                 | —                      | —                      | Fashionably Late                |                     |
| 2011 | "Hurricane"                          | —                      | —                      | A Tale of Risky Business Part 2 |                     |
| 2020 | "Glory Days (The Incredibles Theme)" | —                      | —                      | A Tale of Risky Business Part 2 | Supreme Carbonation |

### §Bandas Sonoras
| Año  | Canción             | Álbum                                                                       |
| ---- | ------------------- | --------------------------------------------------------------------------- |
| 2009 | "Where Are You Now" | Bandslam (soundtrack)                                                       |
| 2009 | "Magic"             | Wizards of Waverly Place                                                    |
| 2009 | "White Christmas"   | All Wrapped Up Vol.2                                                        |
| 2009 | "You Really Got Me" | Alvin and the Chipmunks: The Squeakquel: Original Motion Picture Soundtrack |
| 2010 | "Real Gone"         | DisneyMania 7                                                               |
| 2010 | "Can't Box Me In"   | AT&T Team USA Soundtrack"                                                   |